# Yuriy Naumkin
Yuriy Naumkin (russe : Юрий Наумкин), né le 5 novembre 1968, est un sauteur en longueur russe.
Il se classe huitième des Championnats d'Europe en salle de 1996  et dixième aux Jeux olympiques de 1996 à Atlanta où il établit en qualification la meilleure marque de sa carrière en plein air avec 8,21 m. En salle, son record est de 8,27 m, établi en 1995 à Shakhty.